# Inez Clare Verdoorn
Inez Clare Verdoorn ( 15 de junio de 1896-2 de abril de 1989) fue una botánico sudafricana, que trabajó extensamente en el género Cycas.

## Biografía
Su madre era la hermana del famoso escritor y naturalista Eugène Marais (1871-1936). Se matricula en 1916 en el Convento Loreto de Pretoria, trabajando por un tiempo en la Oficina del Controlador y Auditor General, antes de ganar por oposición en 1917 el cargo de Asistente de herbario en la "División de Botánica y Fitopatología". De 1925 a 1927 trabaja en el Real Jardín Botánico de Kew como oficial de enlace del "National Herbarium". A su retorno a Pretoria, se encarga del herbario y será promovida a Oficial Profesional Senior en 1944. Se retira en 1951, y Miss Verdoorn opta por trabajar en el equipo como miembro temporal hasta 1968, y luego como miembro honorario de investigación.
Realizó más de 200 publicaciones botánicas, incluyendo grandes revisiones que aparecieron mayormente en Bothalia, Flowering Plants of Africa, Flora of Southern Africa, Kew Bulletin, y Journal of South African Botany.
Sus colecciones de especímenes que totalizaban 4.000, con muchos colectados con Codd, Dyer, Obermeyer y Schweickerdt.

## Algunas publicaciones
- 1969. Revision of the E. manikensas

## Honores y membresías
- 1952 Senior Capt. Scott Medal, de la SA Biological Society
- 1957 Presidente de la SA Biological Society
- 1964 Presidente de Sección B de la SA Association for the Advancement of Science
- 1967 Doctorado honorario de la Universidad de Natal

### Epónimos
Se la conmemora en el género de Asteraceae:
- Inezia Phillips

Especies
- Aloe verdoorniae  Reynolds
- Senecio verdoorniae R.A.Dyer
- Teclea verdoorniae Exell & Mendonça

- y en el Volumen 28 de Flowering Plants of Africa, especialmente dedicado a ella.

- La abreviatura «I.Verd.» se emplea para indicar a Inez Clare Verdoorn como autoridad en la descripción y clasificación científica de los vegetales.[3]